# Bomarea brevis
Bomarea brevis là một loài thực vật có hoa trong họ Alstroemeriaceae. Loài này được (Herb.) Baker miêu tả khoa học đầu tiên năm 1882.